# Dardanellen
Die Dardanellen (neugriechisch Δαρδανέλλια Dardanellia, auch Δαρδανέλια Dardanelia (n. pl.), türkisch Çanakkale boğazı) sind eine zur Türkei gehörende Meerenge im Mittelmeer zwischen dem Ägäischen Meer und dem Marmarameer, das selbst über den anschließenden Bosporus mit dem Schwarzen Meer verbunden ist.
Im Altertum hieß diese Meerenge Hellespont (IPA: [hɛlɛsˈpɔnt], anhörenⓘ), benannt nach Helle, einer Figur aus der griechischen Mythologie, sowie altgriechisch πόντος pontos „Meer“, „hohe See“. Der heutige Name stammt von der nahegelegenen Siedlung Dardanos und damit mittelbar von Dardanos ab, dem mythischen Sohn von Zeus und Elektra. Er soll neben Deukalion und Ogygos eine Sintflut überlebt haben. 

## Geografie
Die Dardanellen liegen zwischen der europäischen Halbinsel Gelibolu und dem nordwestlichen Kleinasien, sie sind der südwestlichste Teil der innereurasischen Grenze. Sie sind etwa 65 Kilometer lang und zwischen 1,3 und 6 Kilometer breit, dabei durchschnittlich 50 Meter tief. An der Oberfläche fließt eine Strömung aus dem Marmarameer zum Mittelmeer, während eine Unterströmung in die entgegengesetzte Richtung fließt, bedingt durch die fast doppelt so hohe Salinität des Mittelmeers gegenüber dem Schwarzen Meer.
An der asiatischen Küste der Dardanellen befindet sich die Hafenstadt Çanakkale. Die Çanakkale-1915-Brücke zwischen Lapseki und Gelibolu wurde am 18. März 2022 offiziell eröffnet. Mit 3623 Metern ist sie die längste Brücke der Türkei.

## Geschichte
In der griechischen Mythologie wird überliefert, dass Achilleus nach seinem Tod im Trojanischen Krieg in den Fluten des Hellespont bestattet wurde. Die antiken Orte Sestos am europäischen und Abydos am kleinasiatischen Ufer waren gemäß der Überlieferung Schauplatz der Geschichte von Hero und Leander.
Im Zweiten Perserkrieg überquerte der persische König Xerxes I. die Meerenge während seines Feldzugs gegen Griechenland etwa 480 v. Chr. mit zwei Schiffbrücken über den Hellespont, die jeweils aus über 300 Schiffen bestanden und eine zeitweise Öffnung für kleinere Schiffe gehabt haben sollen. Im Peloponnesischen Krieg gab es mehrere bedeutende Schlachten am Hellespont, unter anderem die Schlacht von Kyzikos im Jahr 410 v. Chr. und die Schlacht bei Aigospotamoi, die entscheidende Niederlage der Athener im Jahre 405 v. Chr. Alexander der Große überschritt den Hellespont im Jahr 334 v. Chr. mit einer Armee aus etwa 35.000 Makedonen und Griechen zu Beginn seines Persienfeldzuges. Bei den Auseinandersetzungen zwischen den Diadochen nach Alexanders Tod kam es 320 v. Chr. zur Schlacht am Hellespont. Eine weitere militärische Auseinandersetzung im Bereich des Hellesponts fand in der Spätantike im Rahmen der Auseinandersetzung zwischen den römischen Kaisern Konstantin der Große und Licinius statt, die Seeschlacht bei Kallipolis im Jahr 324 n. Chr.

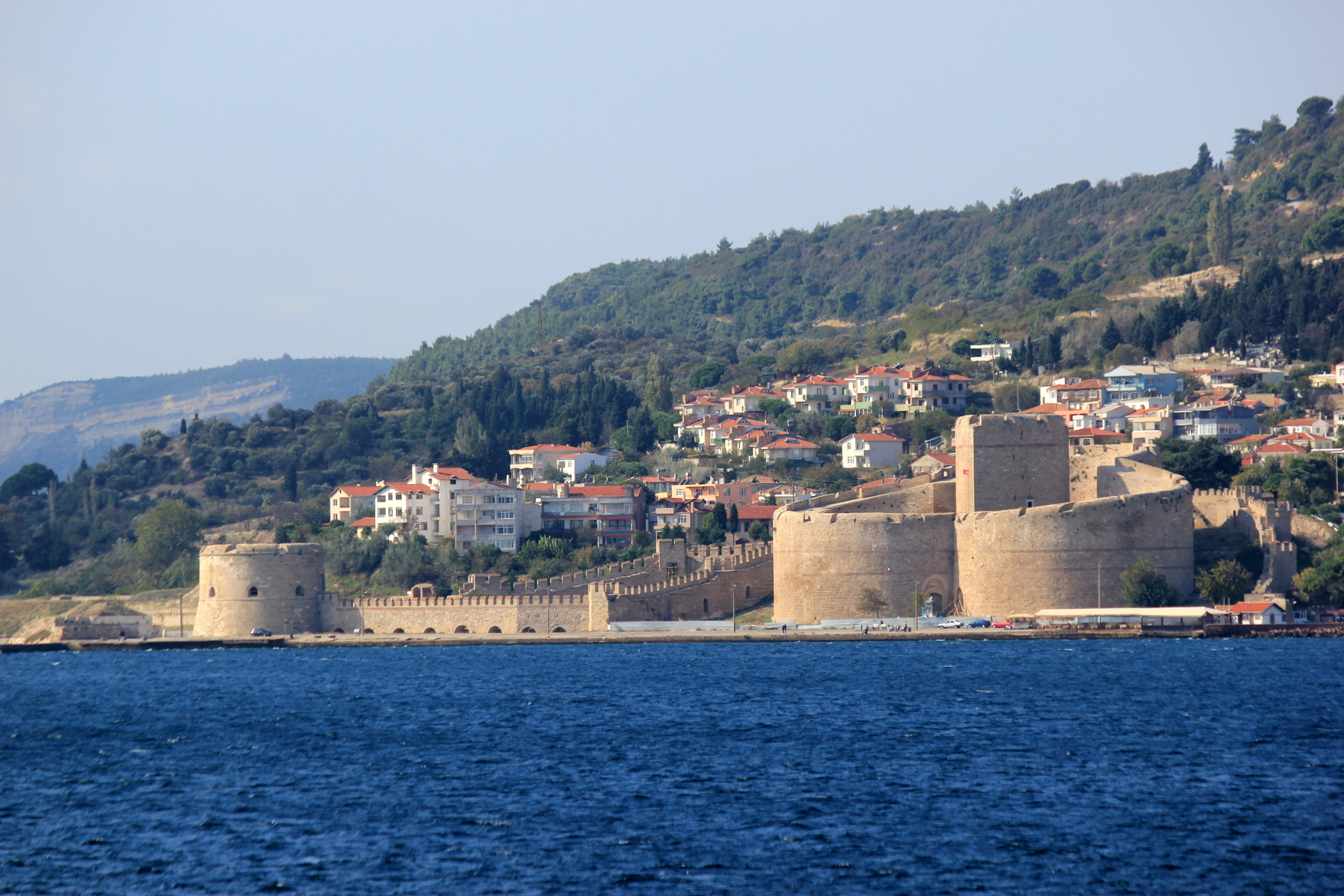
Festung Kilitbahir an der engsten Stelle der Dardanellen bei Eceabat

1656 gab es die Dardanellenschlacht, eines der Seegefechte und Schlachten, welche die Flotten der Republik Venedig und des Osmanischen Reiches um die Vorherrschaft im östlichen Mittelmeer austrugen.
Nach dem Meerengenvertrag (auch: Dardanellen-Vertrag) von 1841 war es nur türkischen Kriegsschiffen gestattet, diese Meerenge zu passieren. Im Vorfeld des Ersten Weltkriegs spielten die Dardanellen eine bedeutende Rolle: Russland war besorgt, dass das Deutsche Reich zu starken Einfluss auf die Region erlangen könnte. Aus diesem Grund übte Russland Druck auf die Entente aus, dem Deutschen Reich Widerstand bei der Errichtung einer Militärmission zu leisten. Während des Ersten Weltkriegs waren die Dardanellen im Frühjahr 1915 Schauplatz der Schlacht von Gallipoli, einem gescheiterten Landungsversuch der Briten zur Eroberung der Meerengen mit hohen Verlusten auf beiden Seiten. Seit 1936 regelt der Vertrag von Montreux die Durchfahrtsrechte. 
Der britische Dichter Lord Byron, den die romantische Sage von Hero und Leander interessierte, durchschwamm auf seiner Mittelmeerreise 1810 die Dardanellen auf der Strecke, die der Sage nach Leander zu seiner Geliebten Hero geschwommen war.